# Res iudicata
Res iudicata (též res judicata) označuje v právu věc pravomocně rozhodnutou soudem nebo jiným příslušným orgánem.

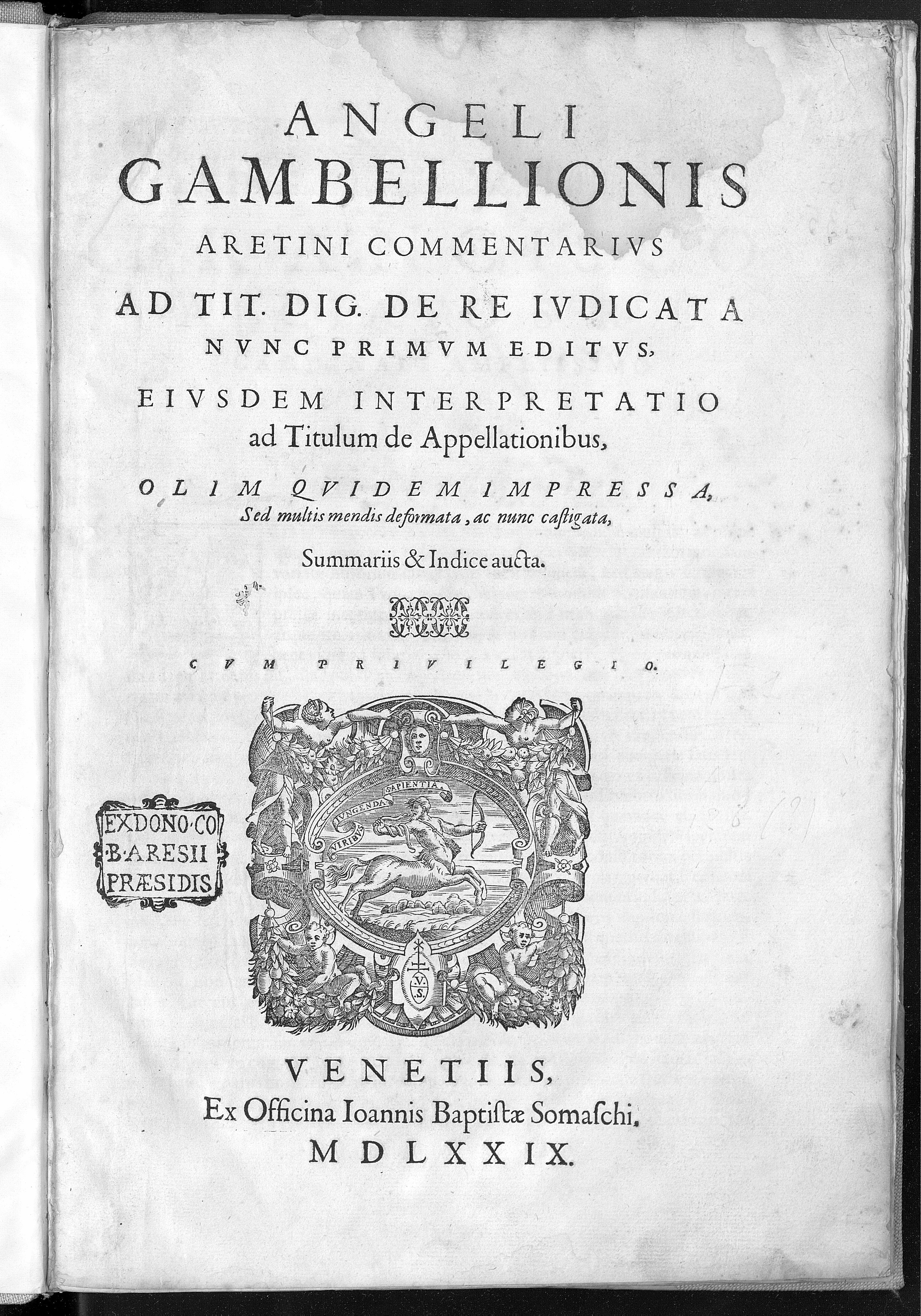
Angelo Gambiglioni, De re iudicata, 1579

Zpravidla se používá ve spojení překážka rei iudicatae (překážka věci pravomocně rozhodnuté). Jedná se o negativní podmínku řízení, spočívající v tom, že jakmile bylo o totožné věci pravomocně rozhodnuto, nemůže být tatáž věc v rozsahu závaznosti výroku rozhodnutí projednávána znovu; totožnost věci je dána stejným předmětem řízení a stejnými účastníky.

## Klasická definice
Věcí rozsouzenou nazýváme spor, který byl ukončen soudním výrokem; uskutečňuje se buď odsuzujícím nebo zprošťujícím rozsudkem.
Res iudicata dicitur, quae finem controversiarum pronuntiatione iudicis accipit: quod vel condemnatione vel absolutione contingit.
(Modestinus, Digesta 42, 1, 1).

## Z rozhodnutí soudů ohledně překážky rei iudicatae
Je nepochybné, že správní orgán může vydat rozhodnutí jen tehdy, jestliže dosud neexistuje. Neexistence rozhodnutí znamená, že buď dosud v určité formě (písemné či ústní) nebylo vydáno, anebo vydáno bylo, ale trpí takovými těžkými vadami, které měly za následek jeho nicotnost (tj. neexistenci, nulitu). Pokud z uvedených důvodů nelze považovat rozhodnutí za neexistující, čili je prokázáno, že rozhodnutí správního orgánu vydáno bylo a netrpí takovými těžkými vadami, které by mohly způsobit jeho nicotnost, brání překážka rei iudicatae (překážka věci rozhodnuté) dalšímu rozhodnutí ve stejné věci. (Rozsudek Krajského soudu v Hradci Králové ze dne 30. 11. 2004, sp. zn. 525 Ca 12/2004)
Zamítnutí návrhu na nařízení výkonu rozhodnutí nezakládá překážku věci pravomocně rozhodnuté ve vztahu k novému návrhu na nařízení výkonu rozhodnutí podle stejného exekučního titulu. (Rozsudek Nejvyššího soudu České republiky ze dne 28. 11. 2001, sp. zn. 20 Cdo 2481/99)
Podle § 159a odst. 4 o. s. ř. jakmile bylo o věci pravomocně rozhodnuto, nemůže být projednávána znovu. Předpokladem je, že jde o totožnou pravomocně rozsouzenou věc. Totožnost věci je dána totožností účastníků řízení (žalobce a žalovaného) a totožností předmětu řízení. O totožnost předmětu řízení jde v případě, že v novém řízení se jedná o tentýž nárok, opírající se o tentýž právní důvod, a to za podmínky, že tento důvod plyne ze stejného skutkového stavu jako v předchozím řízení. Pro posouzení, zda je dána překážka věci pravomocně rozsouzené, není však významné, jak byl skutek, který je předmětem řízení, posouzen soudem po právní stránce. (Rozsudek Nejvyššího soudu České republiky ze dne 24. 3. 1999, sp. zn. 25 Cdo 1751/98)
Odpadne-li překážka věci rozsouzené, pokračuje se v dřívějším stíhání, aniž je třeba zrušit usnesení o zastavení pozdějšího, nepřípustného trestního stíhání pro týž skutek téhož obviněného (§ 11 odst. 1 písm. f) tr. ř.). Toto usnesení netvoří překážku rei iudicatae ve vztahu k dřívějšímu stíhání , které se po zrušení pravomocného rozhodnutí, jímž bylo ukončeno, znovu vede. (Rozsudek Nejvyššího soudu České socialistické republiky ze dne 22. 6. 1979, sp. zn. 5 To 14/79)
Právo Společenství brání použití zásady překážky věci pravomocně rozsouzené, pokud tato zásada brání vrácení státní podpory, která byla poskytnuta v rozporu s právem Společenství. (Rozsudek Evropského soudního dvora ze dne 18. července 2007 ve věci Lucchini Siderurgia, sp. zn. C-119/05.)